# Монодакны
Монодакны (лат. Monodacna) — род двустворчатых моллюсков семейства сердцевидок (Cardiidae). Раковина округлая, овальная, овально- или округло-треугольная, яйцевидная или округло-четырёхугольная, покрыта плоскими, слабо выпуклыми или треугольными радиальными рёбрами. Современные представители рода обитают в Каспийском море, а также в опреснённых участках и лиманах Чёрного и Азовского морей. Живут на илистых, песчаных и песчано-илистых грунтах и ведут сравнительно подвижный образ жизни. Зарываются в грунт наполовину или полностью, в последнем случае выставляя на поверхность лишь сифоны. Фильтраторы, питаются взвешенными в воде одноклеточными диатомовыми водорослями и детритом.

## Описание
Раковина округлая, овальная, овально- или округло-треугольная, яйцевидная или округло-четырёхугольная, неравносторонняя или почти равносторонняя, замкнутая или зияющая сзади (реже также спереди). Макушка слабо или сильно выступающая. Поверхность створок покрыта плоскими, слабо выпуклыми или реже треугольными и асимметричными радиальными рёбрами. Килевой перегиб закруглённый или отсутствует. Замок правой створки состоит из 1—2 кардинальных зубов и одиночных (зачастую рудиментарных) переднего и заднего латеральных зубов. Левая створка с 1 кардинальным зубом. Иногда кардинальные зубы рудиментарны или отсутствуют. Латеральные зубы тоже могут отсутствовать. Мантийная линия с мелким синусом. Внутренняя поверхность обычно бороздчатая.
Сифоны сросшиеся и подвижные, могут быть направлены вверх, наклонно или параллельно поверхности грунта. Их длина в вытянутом состоянии может превышать длину раковины.

### Отличия от других родов
У представителей рода Adacna имеется более развитый мантийный синус и более широкое зияние. У Didacna килевой перегиб чёткий, а мантийная линия цельная (без синуса). У ископаемого рода Submonodacna нет синуса и латеральных зубов, а у Didacnoides имеется чёткий килевой перегиб. Представители ископаемого рода Pseudocatillus наиболее трудноотличимы от монодакн, отличаясь слегка более развитым синусом и более асимметричными рёбрами.

## Распространие
Современные представители рода обитают в Каспийском море, а также в опреснённых участках и лиманах Чёрного и Азовского морей. Один черноморский вид, Monodacna colorata, был завезён человеком в водохранилища Дона, Маныча, Волго-Донского канала и Волги, в дельту Волги, северную часть Каспийского моря в авандельте Волги, в озеро Балхаш и некоторые другие водоёмы Казахстана.

## Экология
Каспийские монодакны обитают в водах с солёностью 2—12 ‰ на глубинах от 0 до 30—50 м, но отдельные виды доходят до глубин 150 и 200 м. Черноморская M. colorata живёт в пресной воде и при солёности 0,03—7 ‰ на глубинах до 8—12 м.
Представители рода живут на илистых, песчаных и песчано-илистых грунтах и ведут сравнительно подвижный образ жизни. Они зарываются в грунт наполовину или полностью, в последнем случае выставляя на поверхность лишь сифоны. Фильтраторы, питаются взвешенными в воде одноклеточными диатомовыми водорослями и детритом.
Монодакны вымётывают половые продукты в воду, где происходит их оплодотворение. Развитие личинки начинается со стадии трохофоры, которая быстро превращается в энергично плавающего велигера. Развитие от оплодотворения до велигера занимает 20—30 часов при температуре 22—23 °C. Велигеры плавают 10—14 суток при температуре 21—24 °C или до 30 суток при более низкой температуре и при достижении размеров 220—250 мкм оседают на грунт, превращаясь в молодых моллюсков.

## Систематика
Род Monodacna был описан русским естествоиспытателем и палеонтологом Эдуардом Ивановичем Эйхвальдом в 1838 году. В его состав автор включил ранее описанный вид Corbula caspia, а также новый вид — Monodacna pontica. Фест (1875) обозначил Monodacna caspia в качестве типового вида рода.
Молекулярные исследования Monodacna colorata, Didacna trigonoides и Cerastoderma glaucum, проведённые Альбрехтом и соавторами (2014) показали, что роды Didacna и Monodacna формируют монофилетическую группу — подсемейство Lymnocardiinae. Включение Cerastoderma делает эту группу не монофилетической, и по мнению авторов данный род должен быть перенесён в подсемейство Cardiinae. Эта точка зрения не была принята М. В. Винарским и Ю. И. Кантором (2016) поскольку вышеупомянутые исследования были проведены над слишком малым количеством видов.